# رادوستین استویچف
رادوستین اسوتوسلاوف استویچف (به انگلیسی: Radostin Svetoslavov Stoychev) (به بلغاری: Radostin Stojčev) (متولد ۲۵ سپتامبر ۱۹۶۹ در صوفیه) بازیکن سابق و مربی فعلی والیبال اهل بلغارستان است. رادوستین یکی از موفق‌ترین مربیان اروپا محسوب می‌شود.

## حرفه‌ای

### بازیکن
رادوستین در یک خانواده والیبالی دنیا آمد. پدر او استوسلاواستوجیف مربی والیبال و دارنده مدال طلا مسابقات نوجوانان اروپا در سال ۱۹۸۶ بود.
رادوستین والیبال را از باشگاه زسکا صوفیه در سال ۱۹۸۸ آغاز کرد و تا سال ۲۰۰۱ در تیم‌های جوریسرز بوخاوو، بنفیکا، اسلاویا، سن لوکار، بالکان کار، نفتوهمیک بورگاس، هات وین، اسمردفو، شومونت و تور توپ زد.

### مربی
استویچف از سال ۲۰۰۵ مربیگری را آغاز نمود و بر روی نیمکت اسلاویا صوفیه نشنت و موفق شد این تیم را قهرمانی لیگ بلغارستان برساند. او پس از الاوا به سمت سرمربیگری تیم دینامو مسکو درآمد و موفق به کسب قهرمانی سوپر لیگ و جام حذفی از روسیه شد. او در تابستان سال ۲۰۰۷ وارد ایتالیا شد، و با ترنتینو قراردادی ۲ ساله امضا کرد. استویچف در سال اول خود لیگ ایتالیا موفق شد قهرمان سری آ شود. در سال ۲۰۰۹ قرارداد خود را به مدت ۴ سال با ترنتینو تمدید کرد. در این بین او به عنوان سرمربی تیم ملی بلغارستان شد و توانست با بلغارستان نتایج قابل قبولی را کسب کند. استوچف در ادامه با ترنتینو موفق شد نتایج فوق‌العاده را کسب کند و تنوانست این تیم را دو دوره قهرمان سری آ، دو دوره قهرمان جام حذفی، سه دوره قهرمان لیگ قهرمانان اروپا و چهار دوره قهرمان قهرمانی باشگاه‌های جهان کند. رادوستین در پایان سال ۲۰۱۳ ایتالیا را ترک کرد و به ترکیه نقل مکان نمود و سرمربی تیم هالک بانک شد و بلافاصله موفق به سوپر جام ترکیه شد و در سال ۲۰۱۴ دوباره به ترنتینو بازگشت.

## جوایز و افتخرات فردی
- بهترین مربی سال بلغارستان: ۲۰۱۰
- بهترین مربی سری آ: ۲۰۱۱
- بهترین مربی سال بلغارستان: ۲۰۱۱
- بهترین مربی سال بلغارستان: ۲۰۱۲
- بهترین مربی افتخاری سال ایتالیا: ۲۰۱۲